# 夢の島 1994
『夢の島 1994』は、VHSがアルバム『ROCK ME』と同日の1994年11月10日に発売され、2006年6月7日にはDVDで発売されたHOUND DOGによるライブ・ビデオ。
1994年8月27日に開催された夢の島公園でのコンサートを収録。

## 収録曲
1. ファニー・フェイス
  - STAND PLAY収録
2. GoGo!サタデイナイト
  - BRASH BOY収録
3. OH!スキャンダル
  - アルバム未収録
  - シングル「涙のBirthday」のB面
4. Midnight Boogie
  - BRASH BOY収録
5. Punky Girl
  - Roll Over収録
6. Please Please Please
  - DREAMER収録
7. ff(フォルティシモ)
  - Spirits!収録
8. スターダスト
  - Roll Over収録
9. ダンスでロマンス
  - Spirits!収録
10. Hurry Up
  - DREAMER収録
11. Magic
  - Spirits!収録
12. でっかい太陽〜Jump Jump Jump!〜
  - アルバム未収録。シングルのみ
13. Only Love
  - GOLD収録
14. SONGS
  - コンサート実施時点ではアルバム未収録
  - OMEGA（2005年）収録
15. ROCK ME
  - ROCK ME収録
16. 日はまた昇る〜THE SUN ALSO RISES〜　
  - RIVER収録
17. BRIDGE～あの橋をわたるとき～
  - BRIDGE収録
18. ラスト・ヒーロー
  - BRASH BOY収録
19. 素顔のままでLOVIN' YOU
  - ROCK ME収録
20. POWER OF LOVE
  - ROCK ME収録
21. 今夜ハートで
  - DREAMER収録
22. Destiny
  - GOLD収録
23. Last Night Last Time
  - Welcome to The Rock'n Roll Show収録
24. ROAD（Studio Live Version）
  - BE QUIET収録

## ミュージシャン
- 大友康平：リードボーカル
- 八島順一：ギター
- 西山毅：ギター
- 蓑輪単志：キーボード
- 鮫島秀樹：ベース
- 橋本章司：ドラム